# Gloiopotes huttoni
Gloiopotes huttoni is een eenoogkreeftjessoort uit de familie van de Caligidae. De wetenschappelijke naam van de soort is voor het eerst geldig gepubliceerd in 1890 door Thomson G.M..